# اگزینت
اگزینت (انگلیسی: Exient) شرکت بازی ویدئویی بریتانیایی است، که در سال ۲۰۰۰ تأسیس شد.